# Resposta a emergências

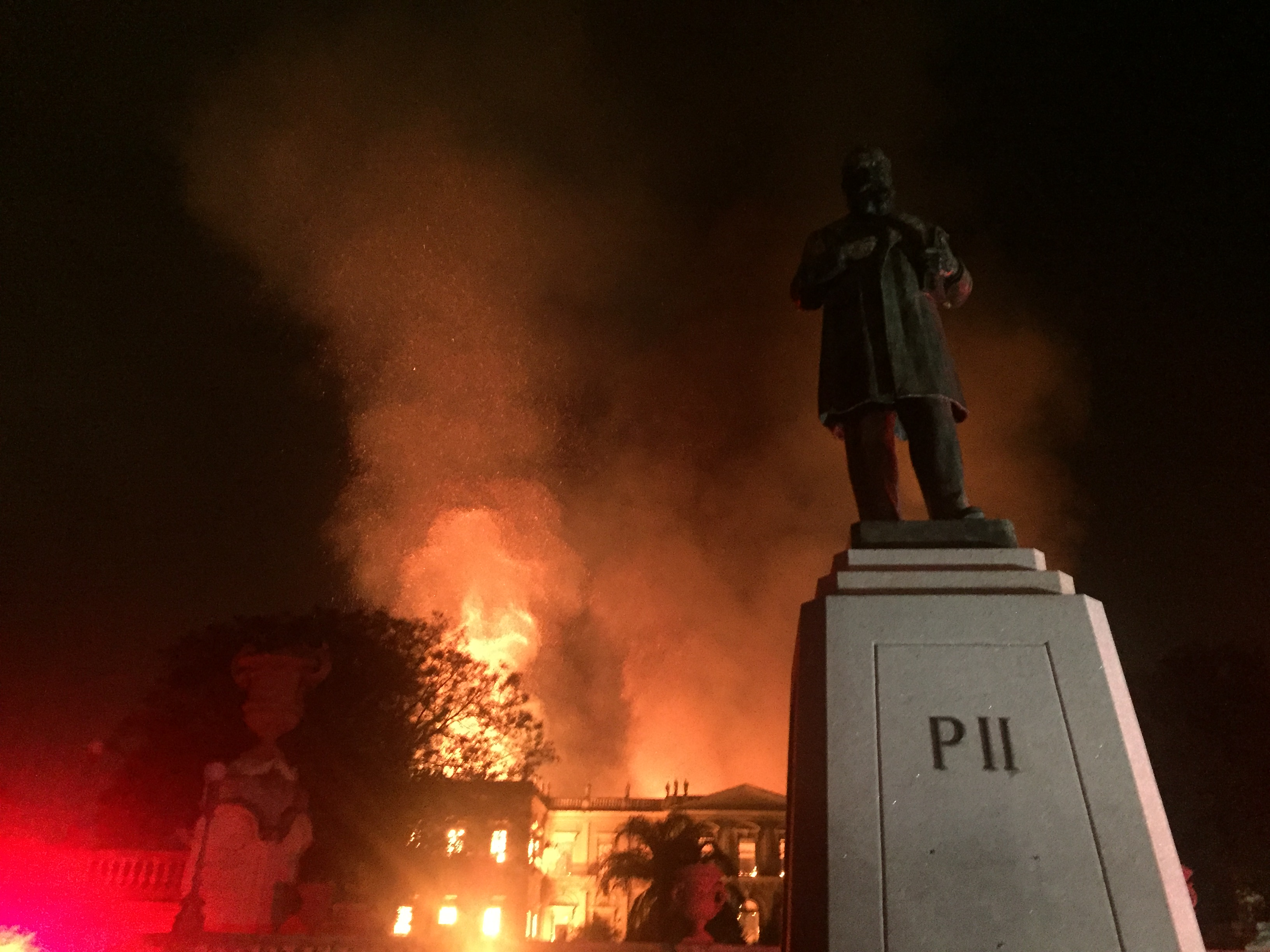
Incêndio no Museu Nacional, em 2 de setembro de 2018.

Resposta a emergências em instituições culturais se refere às medidas e às decisões necessárias para preparar e responder a uma emergência ou desastre específico. Certos passos e ações são tomados para mitigar danos aos edifícios, às exposições e aos artefatos sob guarda dessas instituições, bem como garantir a segurança dos envolvidos. Os tipos mais comuns de emergência são os desastres naturais, as pragas, o terrorismo, a guerra e o roubo ou vandalismo. Essas condições constituem 5 dos 10 principais agentes de deterioração que afetam a longevidade das coleções do museu.
Para evitar a ocorrência de danos dessa natureza, os museus fazem uma avaliação de risco e desenvolvem um plano de resposta a emergências. Ao passo que existem métodos descritos para responder a emergências, ultimamente cada instituição ajusta e reavalia periodicamente seus planos específicos de resposta e salvamento, buscando considerar recursos e habilidades de seus funcionários. Um plano de resposta inclui, por exemplo, detalhes como informações de treinamento, plantas baixas e rotas de evacuação, locais de suprimentos de emergência, informações de contato para membros da equipe de resposta a emergências, listas de prioridade de recursos e coleta e onde armazenar os itens recuperados.

## Tipos de desastres e emergências
Os principais tipos de eventos causadores de danos e situações de emergência ou desastre, de causas naturais ou humanas são furacões, tornados, inundações, ondas de calor/nevascas, pragas (insetos e roedores), incêndios, vazamentos (água ou químicos), deslizamentos, erupções vulcânicas, terremotos, terrorismo, protestos/guerras e roubo/vandalismo. O fogo é a ameaça mais comum aos museus, tanto naturais quanto provocadas pelo homem. O fogo pode causar não apenas a destruição completa ou parcial dos objetos, mas também mudanças químicas nele que são imprevisíveis. Esse foi o caso de um afresco com uma pintura de um dragão e dois golfinhos, originário de Pompeia, danificado pelo incêndio no Museu Nacional. Por causa da alta temperatura em que foi exposto, o pigmento negro deu lugar ao branco por causa do esmaecimento da cor utilizado.

## Planejamento

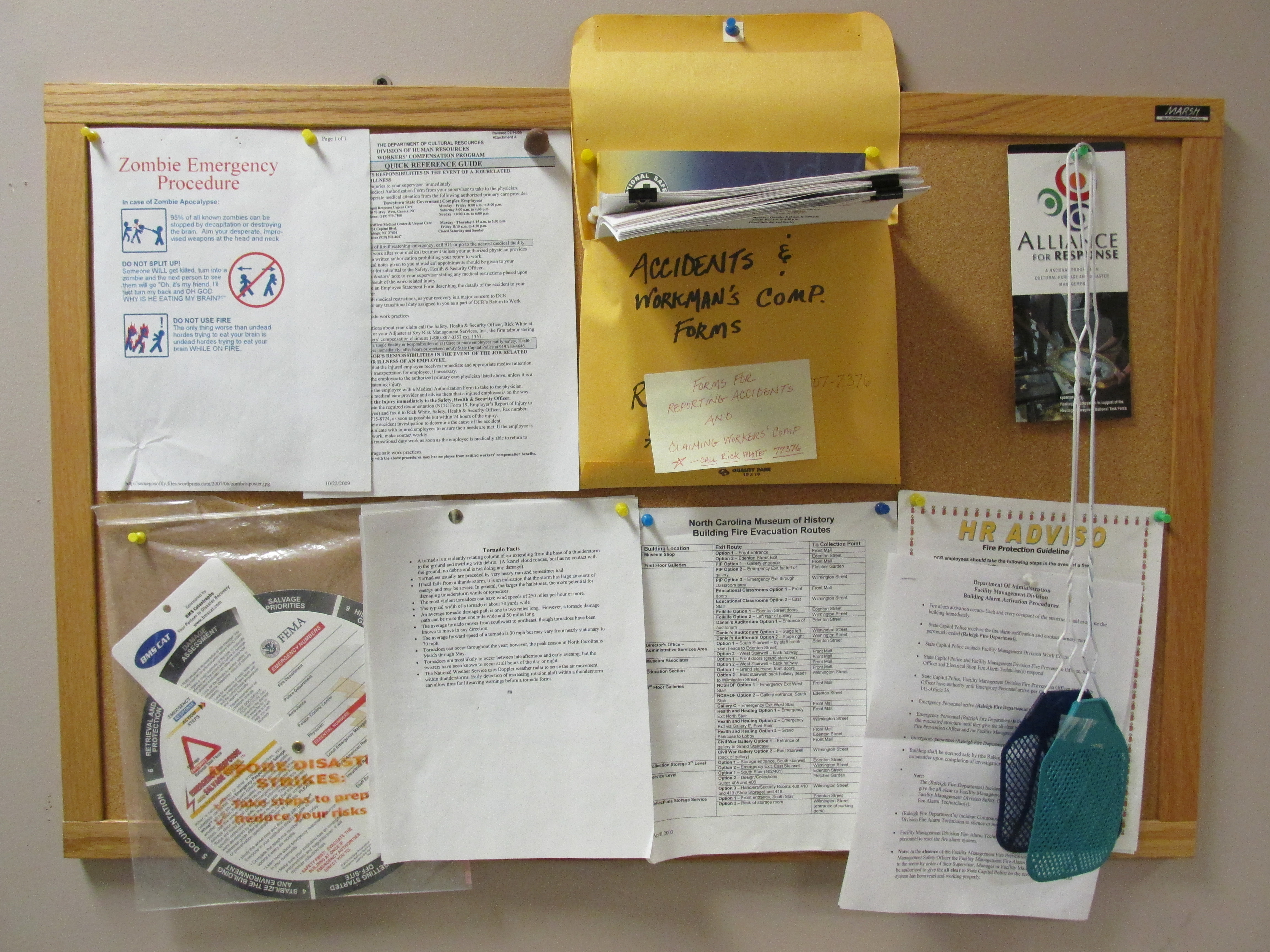
Quadro com planejamento de emergência, resposta e procedimentos para resgate de documentos.

Como acontece com qualquer desastre ou emergência, danos ou perdas podem ser mitigados por meio de uma preparação adequada e constante. Em algum nível, o planejamento para emergências deve se encaixar nas práticas de conservação das coleções em todas as instituições.

### Elaboração de um plano de emergência
Os museus, inevitavelmente, enfrentarão uma situação de emergência natural ou provocada pelo homem em algum momento e, portanto, precisarão desenvolver um plano de emergência para mitigar os riscos para os objetos das coleções e para as pessoas dentro do museu. Os objetivos primários do planejamento de emergência são identificar riscos a fim de antecipá-lo e, se possível, evitar a emergência; manter o controle quando ocorrer uma emergência; e mitigar os potenciais danos o mais rápido possível.

#### Avaliação de risco
Os museus são aconselhados a realizar avaliações de risco anuais para suas coleções, edificação e em torno. O objetivo da avaliação é determinar quais fatores conhecidos representam um perigo para a instituição e tentar prever fatores desconhecidos ou inesperados para prevenir danos futuros. As avaliações de risco ajudam a informar o plano de emergência e a desenvolver o treinamento para o pessoal do museu. Parte da avaliação é criar e manter um inventário das coleções para ajudar a priorizar objetos, estabelecer locais para armazenamento e formar um plano de resposta mais eficiente em caso de emergência.

#### Seguro
Para auxiliar na avaliação de risco de um museu, uma apólice de seguro detalhada e flexível é necessária para cobrir uma coleção específica ou em constante mudança. Os riscos podem ser mitigados por meio de uma apólice de seguro que especifique a proteção financeira do artefato previamente avaliado, seja ele de propriedade ou emprestado ao museu, e qualquer outro bem significativo para a missão do museu. O segurador geralmente ajuda o museu a identificar um limite de seguro monetário com base no histórico de desastres e emergências da área, bem como o valor da Dano Máximo Provável (DMP), que deve ser grande o suficiente para cobrir o pior cenário.
Embora estabelecer o DMP seja algo que deve sempre ser feito, muitos museus não conseguem avaliar o risco de dano máximo provável por completo. É possível estabelecê-lo para uma galeria ou área de armazenamento individual, bem como quaisquer para atividades que se estendam além do cais de embarque e portas da frente do museu - ou seja, itens emprestados, enviados para restauro-conservação ou em um programa educacional externo. No entanto, no caso de um artefato individual ser perdido ou danificado, seu valor previamente avaliado ou seu valor de mercado naquele momento será considerado durante a substituição ou conservação. É importante levar em conta que os museus possuem especificidades que devem ser avaliadas para a contratação de uma apólice de seguro eficaz feita com uma seguradora especializada em processos, declarações e coberturas para museus de belas artes.

#### Medidas preventivas

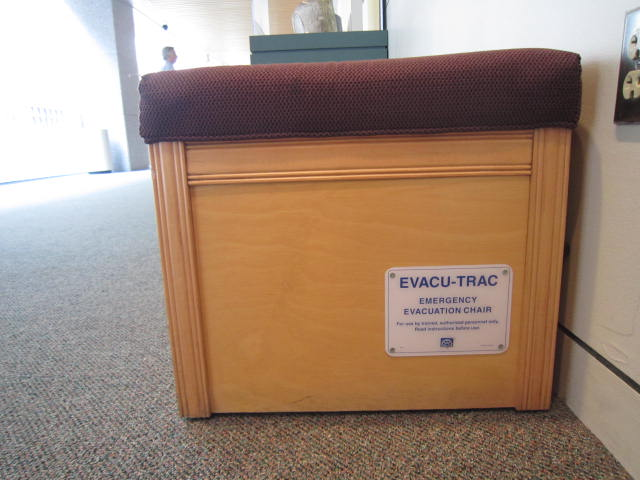
Banco com tampa articulada no NC Museum of History contendo uma cadeira Evacu-Trac.

O monitoramento do ambiente museológico deve ocorrer de forma rotineira semanalmente ou mensalmente, dependendo da agenda das exposições e de fatores ambientais, como um afluxo de visitantes no calor do verão. Contudo, existem ambientes específicos dos museus que apesar de controlados permanecem vulneráveis, tais como áreas de armazenamento são mantidas, idealmente, entre 4° e 15°Célsius com umidade relativa de 40-50%. As galerias de exposições são expostas à luz, temperatura e umidade flutuantes, poeira e outras partículas que podem danificar os artefatos ou materiais da exposição. As suas temperaturas normalmente ficam entre 18° e 25° graus célsius e as das vitrines internas possuem entre 45-55% de umidade relativa. Os departamentos de coleções e exposições se coordenam para desenvolver e aplicar um sistema integrado de controle de pragas. Boas práticas de limpeza, de proteção a quaisquer adereços ou artefatos degenerativos em exibição e de armazenamento e descarte de pragas, resíduos ou perigos auxiliam na mitigação de uma infestação.
Se possível, as galerias de exposição, os corredores, os saguões e os escritórios devem ser decorados de forma funcional com bancos com tampa articulada que contêm uma cadeira de evacuação de emergência tal como a Evacu-Trac. Em caso de emergência, os elevadores não são seguros e qualquer membro da equipe ou visitante com deficiência deverá ser capaz de evacuar a área utilizando a escada. Por isso, os museus devem prever cadeiras dobráveis de evacuação para pessoas com mobilidade reduzida estrategicamente posicionadas perto das saídas e ao longo das rotas de evacuação. Por serem leves e possuírem um mecanismo de autofrenagem, qualquer pessoa pode ajudá-las a saírem rapidamente do local.

#### Recursos e pessoal
O treinamento de pessoal inclui fornecer aos funcionários do museu capacitação  adequada para emergências e responsabilidades designadas predeterminadas.

## Respostas
Os momentos imediatamente subsequentes a ocorrência de uma emergência são os mais críticos para mitigar os danos causados e evitar que outros ocorram durante os esforços de recuperação. O bem-estar da equipe e dos visitantes é a principal preocupação durante uma emergência, e a segurança deles deve ser garantida em primeiro lugar. Deve-se levar em conta também que devido à complexidade e extensão dos danos, o processo se salvaguarda do acervo pode ser longo. Esse foi o caso, por exemplo, vivido pelo Museu Nacional, que resgata a sua coleção dos escombros derivados do incêndio desde 2018. Além disso, por conta da pandemia causada pelo coronavírus, em março de 2020 as atividades de resgate das coleções que permanecem soterradas nos escombros do Museu Nacional foram interrompidas. A direção do museu estima que foram executadas 90% das atividades de coleta do que ainda estava em condições de ser recuperado, restando algo em torno de 2 meses para a finalização dessa etapa. O trabalho tem previsão de retorno no início de 2021. Contudo, os trabalhos que envolvem a elaboração de projetos de arquitetura, dos jardins e de museografia para a reconstrução do Museu não foram paralisados.

### Notificação do pessoal do museu
Ações imediatas são tomadas nas primeiras 48 horas para estabilizar o ambiente, avaliar os danos e relatar as condições e recomendações. Os funcionários devem ser notificados da emergência para que possam agir de acordo com o plano de emergências do museu, incluindo a busca consciente de perigos durante uma evacuação e a notificação das pessoas apropriadas associadas ou não ao museu.

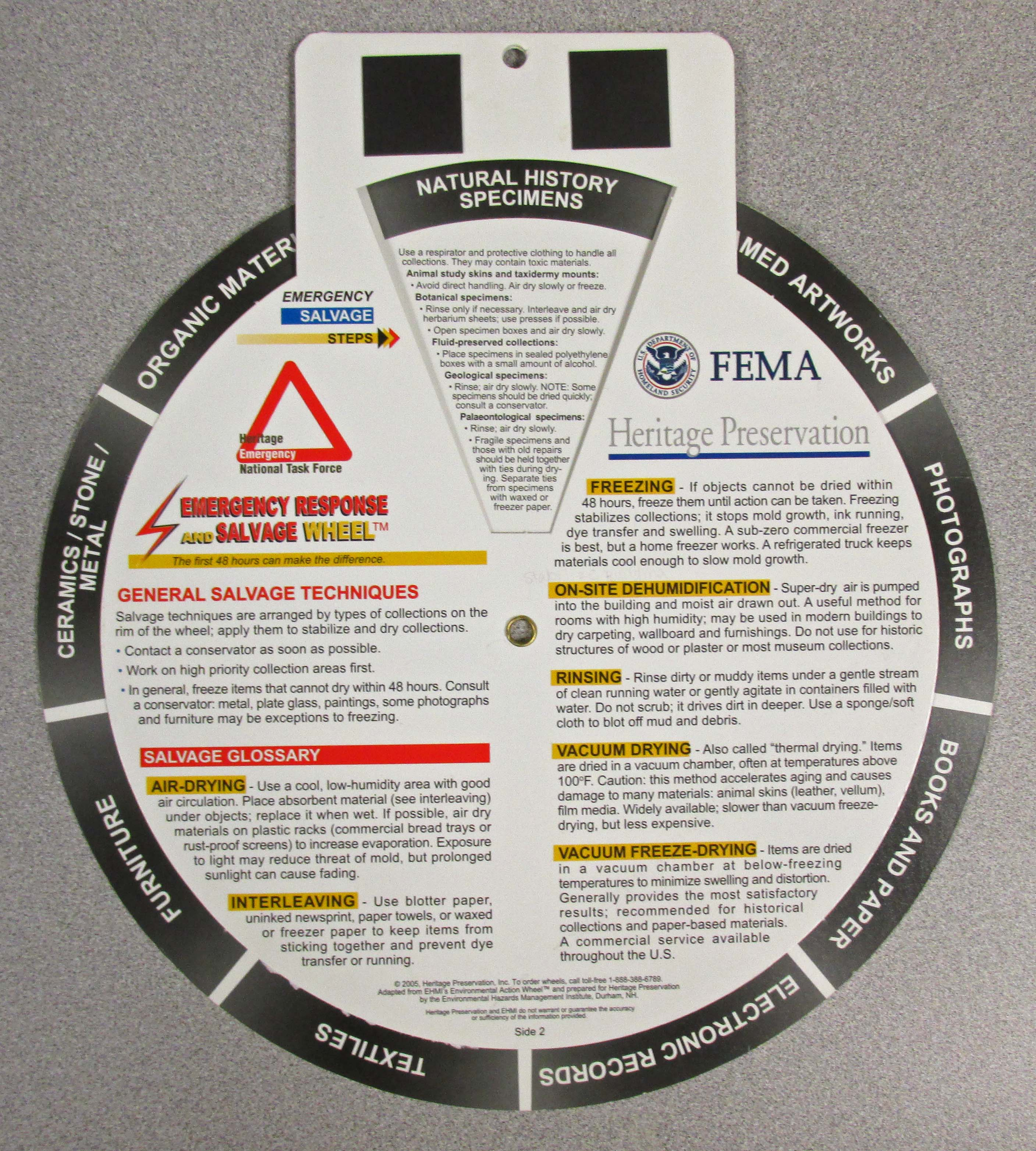
Disco de resposta a emergências e resgate dividido em nove categorias de coleções por material.

### Documentação
Para determinar a extensão dos danos, as equipes devem estar preparadas para avaliar sistematicamente os danos em coleções e exposições e fornecer soluções para reduzir o tempo de recuperação. As diversas equipes de funcionários de museus são compostas por registradores (museus), curadores, conservadores e designers de exposições e manipuladores de arte. Cada equipe é classificada por seu envolvimento no tipo de coleção em exibição ou devido à sua participação na equipe inicial da exposição. Se isso não for conhecido no momento, informações de backup fora do local podem precisar ser consultadas. Cada equipe tem um líder que se reporta ao 'gerente de projeto' de resposta a emergências, que provavelmente é um conservador, gerente de coleções ou curador-chefe.
A documentação deve ser levada por todas as equipes para registrar os danos físicos à coleção e às exposições antes e depois de qualquer movimentação ou manuseio do acervo.

### Avaliação
As equipes trabalham constantemente para identificar quaisquer materiais perigosos que possam atrapalhar o processo de resposta e recuperação, tanto para os objetos quanto para o pessoal envolvido.

### Estabilização
Com documentos à mão, como uma Avaliação Rápida de Coleções e Cronogramas de Recuperação de Artefatos e Reabilitação de Exposições, as equipes formulam e implementam um plano para estabilizar e recuperar o edifício, as exposições e os artefatos. Como a insegurança em torno da remoção de materiais e interações podem causar problemas, é essencial haver uma flexibilidade e reavaliação periódica dessa documentação.